# 莱加涅尔
莱加涅尔，是西班牙卡斯蒂利亚-拉曼恰昆卡省的一个市镇。总面积45平方公里，总人口253人（2001年），人口密度6人/平方公里。